# Foundation for Individual Rights and Expression
La Foundation for Individual Rights and Expression (FIRE), connue jusqu'en 2022 sous le de nom de Foundation for Individual Rights in Education, est un groupe non lucratif américain de défense des libertés civiles. Fondée en 1999, la FIRE soutient les droits à la liberté d'expression dans les campus universitaires aux États-Unis.

## Histoire
La FIRE est cofondée par Alan Charles Kors (en) et Harvey Silverglate (en), qui ont codirigé le groupe jusqu'en 2004. L'association est explicitement non partisane et ne sert aucune idéologie particulière]. Kors exerce la fonction de président de FIRE ; le premier directeur exécutif, qui devient plus tard le président directeur général, est Thor Halvorssen.
FIRE se compose de professeurs, d'experts en règlements et d'intellectuels de toutes obédiences politiques. Dans son conseil d'administration sont présents des conservateurs, des progressistes et des libertariens. FIRE a reçu des fonds de la part de Bradley Foundation (en), de Sarah Scaife Foundation (en) et de Charles Koch Institute (en), organismes de tendance conservatrice,.
Depuis 2015, elle promeut les principes de Chicago sur la liberté d'expression de la communauté universitaire, qui ont été adoptés par une centaine d'institutions. 

## Champ d'activités

### Codes d'expression orale
FIRE s'oppose aux codes d'expression orale (en) en vigueur à l'université. En avril 2007, Jon B. Gould, écrivain et enseignant à la  George Mason University, critique les barèmes de notation de FIRE, estimant que l'organisation exagère lourdement la prévalence de la censure qui enfreint la Constitution des États-Unis.
Dans son ouvrage Speech Out of Doors: Preserving First Amendment Liberties in Public Places Cambridge University Press, 2008), Timothy Zick, professeur de droit, estime que « en grande partie sous l'effet des procès intentés par FIRE et d'autres mouvements de plaidoyer, les politiques de limitation en matière d'expression à l'université se sont allégées, ont été retouchées et dans certains cas abrogées ».

### Frais de service de sécurité
Certains campus facturent des frais de services de sécurité aux organismes qui accueillent des orateurs controversés ou impopulaires ; FIRE s'oppose à ces frais, qui servent à rémunérer des services de sécurité supplémentaires, que les établissements jugent nécessaires en raison du risque de manifestations et de débordements dans ces évènements.

### Droit au procès équitable
FIRE intervient aussi dans des problèmes où les étudiants et les enseignants passent en jugement sans le procès équitable que leur garantit la Constitution ou le règlement de l'université.